# Trans-acenafteno-1,2-diol deshidrogenasa
La trans-acenafteno-1,2-diol deshidrogenasa (EC 1.10.1.1) es una enzima que cataliza la siguiente reacción química:
Por lo tanto, los dos sustratos de esta enzima son el (+/-)-trans-acenafteno-1,2-diol y NADP+
; mientras que sus tres productos son acenaftenoquinona, NADPH, y iones hidrógeno.

## Clasificación
Esta enzima pertenece a la familia de las oxidorreductasas, específicamente a aquellas que actúan sobre difenoles y sustancias relacionadas, utilizando NAD+
 o NADP+
 como aceptor.

## Nomenclatura
El nombre sistemático de esta clase de enzimas es (+/-)-trans-acenafteno-1,2-diol:NADP+ oxidorreductasa. También se la conoce como trans-1,2-acenaftenediol deshidrogenasa.

## Papel biológico
Esta enzima participa en el metabolismo hepático de xenobióticos.